# Список президентов ФК «Порту»

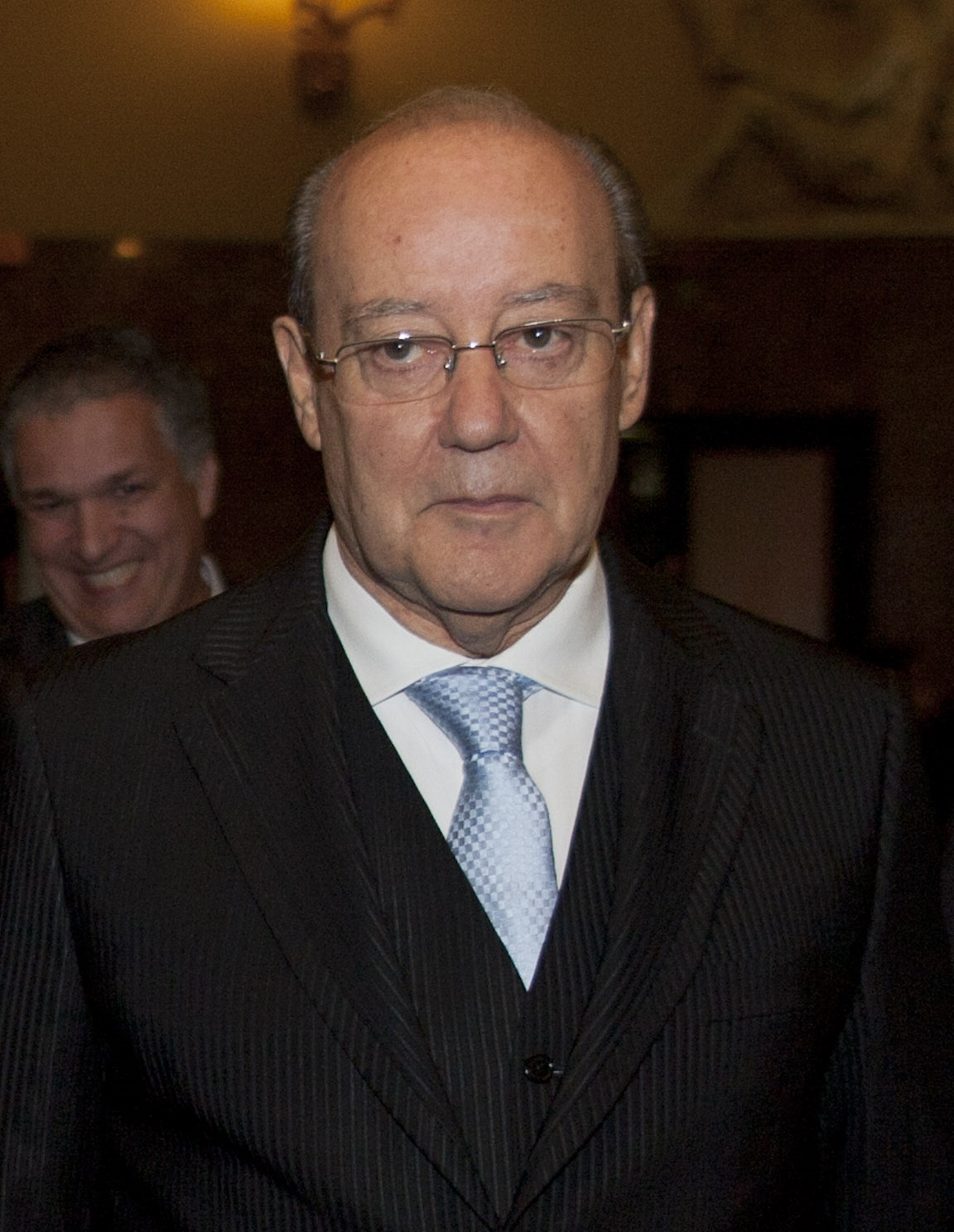
Жоржи Нуну Пинту да Кошту был президентом клуба 42 года

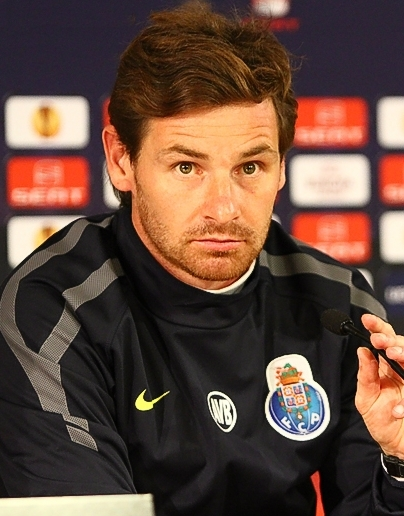
Андре Виллаш-Боаш является действующим президентом клуба (с 7 мая мая 2024 года)

«Порту» —  португальский футбольный клуб из одноимённого города. Один из самых титулованных и успешных клубов Португалии. Клуб был основан 28 сентября 1893 года Антониу Николау д’Алмейдой, который стал его первым президентом, и с тех пор у него в общей сложности сменился 31 президент, некоторые из которых занимали эту должность по нескольку раз.
По состоянию на 7 мая 2024 года нынешним и 32-м президентом является бывший главный тренер клуба Андре Виллаш-Боаш. Он сменил Жоржи Нуну Пинту да Кошту, который дольше всех занимал должность президента, а именно 42 года, начиная с 1982 года.

## Список
| №  | Имя                              | Начало срока     | Конец срока      | Достижения |
| -- | -------------------------------- | ---------------- | ---------------- | --- |
| 1  | Антониу Николау д’Алмейда        | 28 сентября 1893 |                  | |
| 2  | Жозе Монтейру да Кошта           | 2 августа 1906   | 30 января 1911   | |
| 3  | Жулио Гарсес де Ленкастре        | 16 марта 1911    | 21 сентября 1911 | |
| 4  | Гильерме ду Карму Пачеко         | 21 сентября 1911 | 8 июня 1912      | |
| 5  | Жоаким Перейра да Силва          | 8 июня 1912      | 15 июня 1914     | |
| 6  | Антонио Борхес д'Авелар          | 15 июня 1914     | 27 июня 1916     | 2 Чемпионы округа Порту |
| 7  | Антонио Мартинс Рибейро          | 27 июня 1916     | 24 июля 1917     | 1 Чемпионы округа Порту |
| 8  | Энрике Мескита                   | 24 июля 1917     | 31 августа 1919  | 2 Чемпионы округа Порту |
| 9  | Антонио Пинто де Фариа           | 31 августа 1919  | 1922             | 2 Чемпионы округа Порту |
| 10 | Эурико Бритс                     | 1922             | 1923             | 1 Победители Национального чемпионата 1 Чемпионы округа Порту |
| 11 | Себастьян Феррейра Мендес        | 1923             | 1923             | |
| 12 | Домингос Алмейда Соарес          | 1923             | 1926             | 1 Победители Национального чемпионата 3 Чемпионы округа Порту |
| 13 | Афонсу Фрейре Темудо             | 1926             | 2 сентября 1927  | 1 Чемпионы округа Порту |
| –  | Себастьян Феррейра Мендес        | 2 сентября 1927  | март 1928        | 1 Чемпионы округа Порту |
| 14 | Ургель Орта                      | март 1928        | август 1929      | 1 Чемпионы округа Порту |
| 15 | Аугусто Секейра                  | август 1929      | 8 марта 1930     | 1 Чемпионы округа Порту |
| 16 | Эдуардо Дюмон Вилларес           | 8 марта 1930     | 1931             | 1 Чемпионы округа Порту |
| 17 | Антонио Аугусто Фигейредо и Мело | 1931             | 1932             | 1 Победители Национального чемпионата 1 Чемпионы округа Порту |
| –  | Себастьян Феррейра Мендес        | 1932             | 12 сентября 1934 | 2 Чемпионы округа Порту |
| –  | Эдуардо Дюмон Вилларес           | 12 сентября 1934 | сентябрь 1936    | 1 Чемпионы Португалии 2 Чемпионы округа Порту |
| 18 | Карлос Тейшейра Коста Жуниор     | сентябрь 1936    | сентябрь 1938    | 1 Победители Национального чемпионата 1 Чемпионы округа Порту |
| 19 | Анджело Сесар Мачадо             | сентябрь 1938    | июль 1940        | 2 Чемпионы Португалии 2 Чемпионы округа Порту |
| 20 | Аугусто Пирес де Лима            | июль 1940        | сентябрь 1941    | 1 Чемпионы округа Порту |
| 21 | Жозе Соуза Барселлос             | сентябрь 1941    | сентябрь 1943    | 1 Чемпионы округа Порту |
| 22 | Луиш Феррейра Алвеш              | сентябрь 1943    | 19 января 1945   | 2 Чемпионы округа Порту |
| 23 | Сезарио Бонито                   | 19 января 1945   | май 1948         | 2 Чемпионы округа Порту |
| 24 | Хулио Рибейру Кампос             | май 1948         | май 1949         | |
| 25 | Мигель Перейра                   | май 1949         | 26 марта 1950    | |
| –  | Хулио Рибейру Кампос             | 26 марта 1950    | 27 июля 1951     | |
| –  | Ургель Орта                      | 27 июля 1951     | 1954             | |
| 26 | Жозе Карвалью Морейра де Соуза   | 1954             | 1955             | |
| –  | Сезарио Бонито                   | 1955             | 1957             | 1 Чемпионы Португалии 1 Кубок Португалии |
| 27 | Пауло Помбо                      | 1957             | 1959             | 1 Чемпионы Португалии 1 Кубок Португалии |
| –  | Луиш Феррейра Алвеш              | 1959             | 1961             | |
| 28 | Жозе Мариа Насименто Кордейру    | 1961             | 1965             | |
| –  | Сезарио Бонито                   | 1965             | 1967             | |
| 29 | Афонсу Пинту де Магальес         | 3 мая 1967       | 1972             | 1 Кубок Португалии |
| 30 | Америко Гомеш де Са              | 7 февраля 1972   | 23 апреля 1982   | 2 Чемпионы Португалии 1 Кубок Португалии 1 Суперкубок Португалии |
| 31 | Жоржи Нуну Пинту да Кошта        | 23 апреля 1982   | 7 мая 2024       | 23 Чемпионы Португалии 15 Кубков Португалии 1 Кубок португальской лиги 22 Суперкубка Португалии 2 Победители Лиги чемпионов УЕФА 1 Победители кубка УЕФА/1 Победители лиги Европы УЕФА 1 Кубок обладателей кубков УЕФА 1 Суперкубок УЕФА 2 Межконтинентальных кубка |
| 32 | Андре Виллаш-Боаш                | 7 мая 2024       | действующий      | 1 Кубок Португалии 1 Суперкубок Португалии |